# 常光寺 (門真市)
常光寺(じょうこうじ)は、大阪府門真市野里町にある浄土真宗本願寺派の仏教寺院。山号は紫雲山。本尊は阿弥陀如来。

## 沿革
惣道場として江戸時代初期に成立。元禄2年（1689年）に寺号と阿弥陀如来が許可される。江戸時代中期に道場から寺院に発展した。

## 交通アクセス
電車でのアクセス
京阪本線 大和田駅から南へ徒歩約3分
境内にそびえる銀杏の木（門真市保存樹林）が目印

## その他
行事：毎月、正信偈のお勤め勉強会が開催されている。